# Pinza Allis

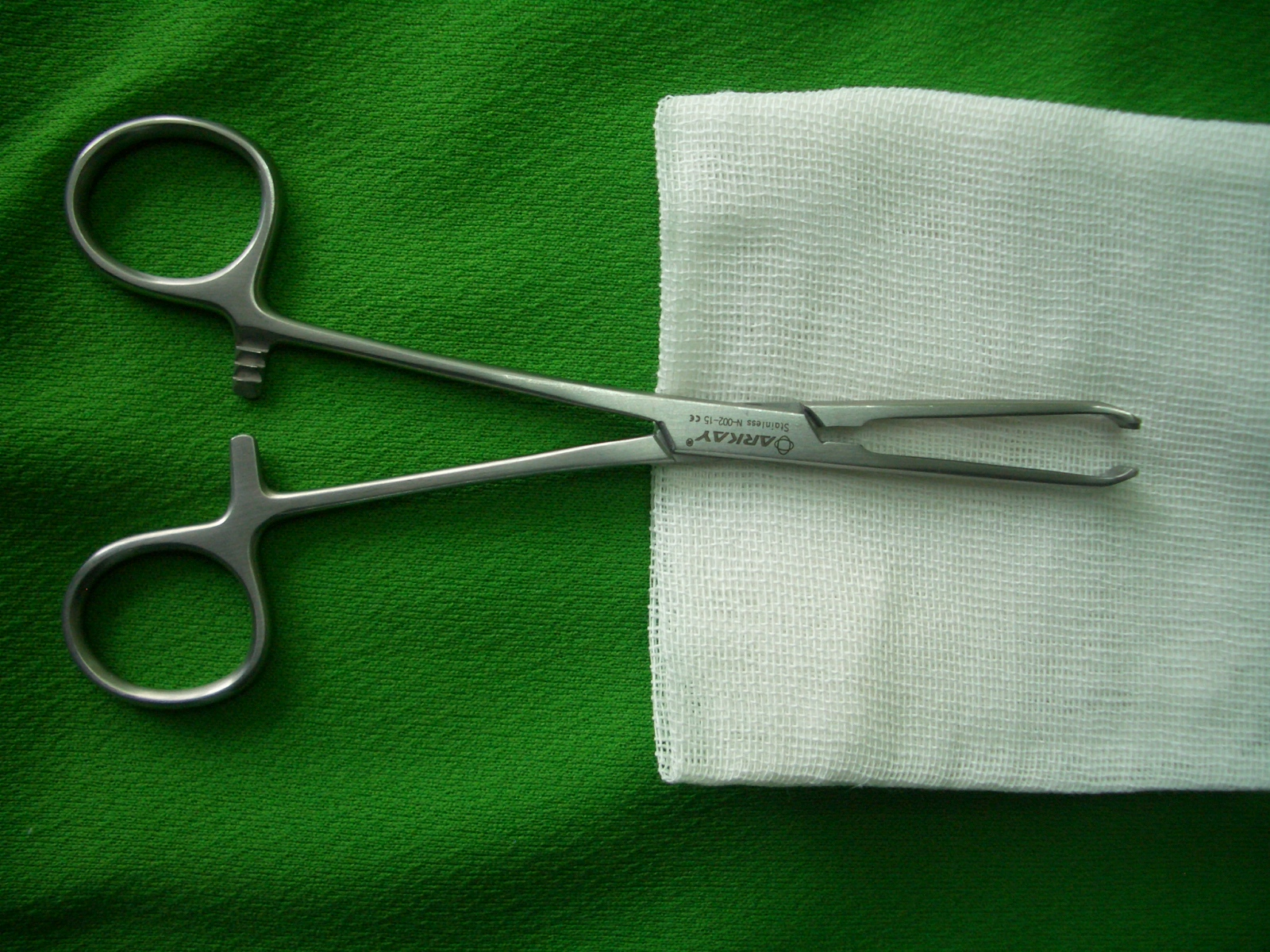
Pinza de Allis

La pinza de Allis es un instrumento quirúrgico de uso común. La pinza de Allis es un instrumento quirúrgico con dientes afilados que se utiliza para sujetar tejido grueso, También se utiliza para sujetar la fascia y tejidos blandos, como el tejido del seno o del intestino. Las pinzas de Allis pueden causar daños, por lo que a menudo se utilizan en tejido que está a punto de extraerse.
Cuando se usa para sujetar el cuello uterino para estabilizar el útero, como cuando se inserta un dispositivo intrauterino, una pinza de Allis tiene la ventaja de causar menos sangrado que el tenáculo más comúnmente utilizado.

## Biografía de Oscar H. Allis
Oscar Huntingdon Allis nació el 9 de septiembre de 1838 en Holley, Nueva York. Obtuvo su AB en 1864 y su MA en 1865 de Lafayette College en Easton, Pennsylvania. En 1866, se graduó de Jefferson Medical College en Filadelfia y realizó una pasantía en el Hospital General de Filadelfia.
En 1871, Allis se convirtió en el cirujano del Hospital Presbiteriano de Filadelfia, en la actualidad Penn Presbyterian Medical Center. Mientras estuvo allí, hizo dos contribuciones importantes a la medicina: el «inhalador de Allis», en ese momento una forma más segura y conveniente de administrar anestesia general con éter o cloroformo a pacientes quirúrgicos, y las pinzas de Allis, que son bien conocidas y todavía son utilizadas por los cirujanos en la actualidad.
En 1885, Allis fue elegido miembro de la Junta Directiva de Jefferson College. Durante este mismo período, se convirtió en profesor de ortopedia en Jefferson, miembro de la Academia de Cirugía y miembro de la American Surgical Association. Los pediatras todavía usan el signo de Allis (también llamado prueba de Galeazzi) para evaluar la displasia de cadera. Se realiza flexionando las rodillas de un bebé cuando está acostado de modo que los pies toquen la superficie y los tobillos toquen las nalgas. Si las rodillas no están niveladas, la prueba es positiva, lo que indica una posible malformación congénita de la cadera.
Allis recibió el premio Samuel D. Gross de la Academia de Cirugía de Filadelfia en 1895 por su innovador trabajo sobre la reducción de las dislocaciones de cadera. En 1902, fue uno de los primeros cirujanos en describir una anastomosis intestinal exitosa. Hasta el día de hoy, los cirujanos intestinales utilizan pinzas de Allis mientras realizan este procedimiento. En el mismo año, un periódico de Filadelfia lo llamó el «Padre de la Cirugía Ortopédica en Jefferson College». Era tan respetado en toda la comunidad médica que recibió un LLD honorario de la Universidad de Lafayette en 1909.
El 24 de octubre de 1877, Allis se casó con Julia Thompson (1843-1912). Uno de sus hijos Oswald Thompson Allis (1880-1973), un famoso erudito y maestro del Antiguo Testamento, y cofundador del Seminario Teológico de Westminster en Glenside, Pensilvania.